# 지리 아이콘
지리 아이콘(영어: Geely ICON, 중국어: 吉利ICON)은 지리 자동차에서 2020년 2월 24일부터 생산 중인 초소형 크로스오버 SUV이다.

## 역사

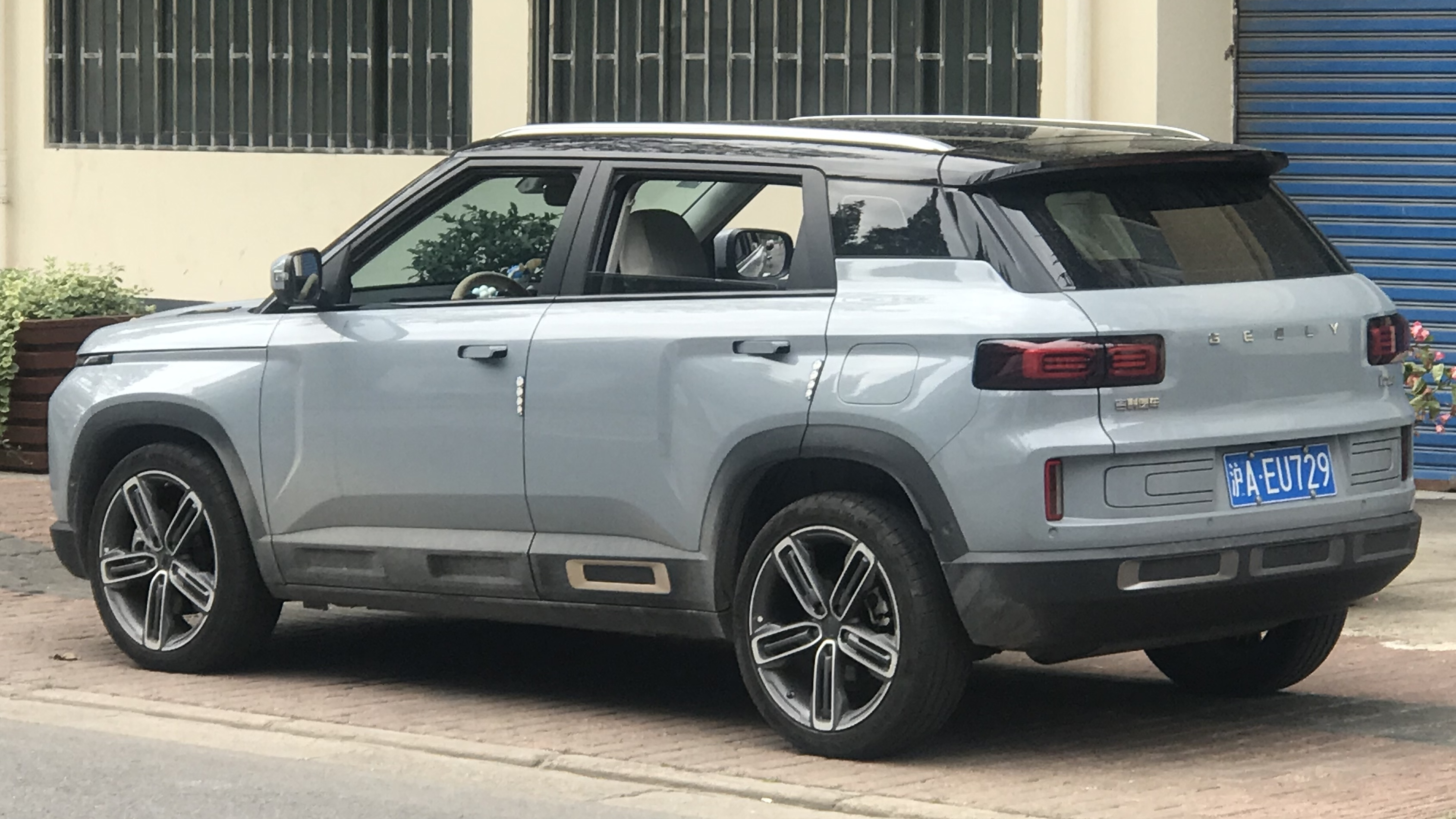
지리 아이콘의 후면

2018 베이징 모터쇼에서 ICON SUV 컨셉으로 미리 공개되었다.이 자동차는 센터의 디자인 책임자인 Guy Burgoyne의 지휘 아래 상하이에 있는 지리 디자인의 스튜디오에서 설계되었다. 중국에서 코로나바이러스감염증-19 유행이 한창일 때 온라인 스트리밍 플랫폼을 통해 출시되었다.이에 대응해 N95 인증을 받은 '지능형 공기청정기'를 탑재한 차량을 출시했다. 이 기능은 Icon의 에어컨과 함께 작동하여 박테리아와 바이러스를 포함한 실내 공기의 유해한 요소를 격리하고 제거한다고 주장했다.
차량에는 12개의 초음파 레이더, 밀리미터파 레이더 및 5개의 카메라가 지원하는 레벨 2의 운전자 지원 기능이 장착되어 있으며 어댑티브 크루즈 컨트롤, 차선 유지 지원, 자율 비상 제동 및 보행자 인식, 원버튼 자동 주차, 360도 카메라를 갖추고 있다. 지리 자동차는 온라인 선주문을 통해 출시에 앞서 몇 시간 동안 30,000건 이상의 주문을 받았다.

## 파워트레인
175 hp (130 kW; 177 PS) 및 255 N·m (188 lb·ft)의 토크를 생성하는 1.5리터 터보차저 엔진으로 구동되며 마일드 하이브리드 설정은 총 출력을 188hp(140kW, 191PS) 및 300 N·m (221 lb·ft)로 높이는 48V 전기 시스템과 함께 사용할 수 있다. 마일드 하이브리드 설정의 연료 소비량은 17.5 km/L (5.7 L/100 km; 41 mpg-US)라고 한다. 사용 가능한 유일한 변속기 옵션은 7단 듀얼 클러치 변속기이다. 0-100km/h(0-62mph) 가속은 7.9초이다.